# Leere Wahrheit
Als leere Wahrheit (englisch vacuous truth) bezeichnet man in der mathematischen Logik und der Logik eine Aussage {\displaystyle P\implies Q}, die wahr ist, weil das Antezedens {\displaystyle P} nicht erfüllt werden kann.

## Form
Leere Wahrheiten sind Implikationen {\displaystyle P\implies Q}, wenn {\displaystyle P} a priori nicht erfüllt werden kann. Häufig sind sie von der Form
{\displaystyle \forall x\colon P(x)\implies Q(x),}
wenn {\displaystyle \forall x\colon \neg P(x)}, oder
{\displaystyle \forall x\in A\colon Q(x),}
wobei {\displaystyle A=\emptyset }.
{\displaystyle \emptyset } ist die leere Menge.

## Beispiele
Aus der Mathematik:
- Sei {\displaystyle Q} eine Eigenschaft, dann erfüllen alle {\displaystyle a\in \emptyset } die Eigenschaft {\displaystyle Q}.
- Sei {\displaystyle x\in \mathbb {R} }, dann gilt {\displaystyle x^{2}<0\implies x=42}.
- Sei {\displaystyle x\in \mathbb {R} }, dann gilt {\displaystyle x>0\;{\land }\;x<0\implies x>\infty }.
- Alle geraden Primzahlen {\displaystyle p>2} sind durch {\displaystyle 9} teilbar.

Im Sprachgebrauch:
- Die englischen Redewendungen „wenn Schweine fliegen“ (englisch when pigs fly) oder „wenn die Hölle gefriert“ (englisch when hell freezes over) sind Antezedenzien einer leeren Wahrheit.